# (500051) 2011 UB74
(500051) 2011 UB74 es un asteroide perteneciente al cinturón de asteroides, descubierto el 18 de octubre de 2011 por el equipo del Mount Lemmon Survey desde el Observatorio del Monte Lemmon, Arizona, Estados Unidos.

## Designación y nombre
Designado provisionalmente como 2011 UB74.

## Características orbitales
2011 UB74 está situado a una distancia media del Sol de 2,175 ua, pudiendo alejarse hasta 2,409 ua y acercarse hasta 1,941 ua. Su excentricidad es 0,107 y la inclinación orbital 2,854 grados. Emplea 1172,05 días en completar una órbita alrededor del Sol.

## Características físicas
La magnitud absoluta de 2011 UB74 es 18,3.